# Салгир (шхуна)
«Салгир» — парусно-винтовая шхуна Черноморского флота Российской империи одноимённого типа. Шхуна находилась в составе флота с 1857 по 1885 год, совершала плавания в акватории Азовского, Чёрного и Средиземного морей, использовалась в качестве крейсерского, учебного, гидрографического и брандвахтенного судна, а также в качестве плавучего лазарета, принимала участие в боевых действиях против горцев. По завершении службы некоторое время использовалась в качестве таможенной брандвахты в черноморских портах Кавказа.

## Описание судна
Парусно-винтовая шхуна с деревянным корпусом одноимённого типа. Водоизмещение судна составляло 360 тонн, длина между перпендикулярами — 41,15—41,2 метр, ширина с обшивкой — 7,47—7,5 метра, осадка носом — 2,51, а а осадка кормой — 3,15 метра. На шхуне была установлена одна горизонтальная двухцилиндровая паровая машина мощностью 50 номинальных лошадиных сил и 2 цилиндрических железных паровых котла, в качестве движителя помимо парусов использовался один гребной винт. Все первоначально установленные на судне механизмы низкого давления были производства Людиновского механического завода генерал-майора С. И. Мальцова, в 1866 году паровые котлы были заменены на два коробчатых котла производства того же завода. Экипаж шхуны состоял из 60 человек.
Первоначальное артиллерийское вооружение судна состояло из двух 12-фунтовых карронад, которые в 1873 году были заменены на две 87-миллиметровые стальные нарезные пушки. Во время русско-турецкой войны 1877—1878 годов нарезную артиллерию передали на действующие корабли флота, а на шхуне установили две 8-фунтовые карронады, по окончании военных действий ранее снятые нарезные орудия вернули в дополнение к карронадам. После 1885 года была вооружена двумя 1-фунтовыми медными пушками.

## История службы
Парусно-винтовая шхуна строилась в рамках программы судостроения для Черноморского флота 1853 года. Наименование «Салгир» было присвоено судну 29 мая (10 июня) 1854 года до его закладки, 14 (26) августа 1854 года было заложено на стапеле Николаевского адмиралтейства, в 1856 году спущено на воду и в сентябре 1857 года вошла в состав Черноморского флота России. Строительство вёл кораблестроитель прапорщик Александров. В кампанию этого года совершала плавания между портами Чёрного моря.
В кампанию 1858 года выходила в плавание между портами Чёрного моря, крейсировала у его восточного берега, принимала участие в отражении нападения горцев на Новороссийск и занятии Константиновского укрепления. В 1859 году совершала плавания в Азовском и Чёрном морях.
C 1860 по 1863 год совершала плавания в Чёрном море, в том числе в 1862 и 1863 годах крейсировала у берегов Кавказа, а с 1861 по 1863 год также выходила в Азовское море. В кампанию 1861 года командир шхуны лейтенант Д. Ф. Юрьев «за отличие в делах с горцами» был награждён орденом Святого Станислава II степени с мечами.
В 1864 и 1865 годах выполняла функции стационера в Константинополе при русском посольстве, также в кампании этих лет выходила в плавания в Чёрное море. В кампанию 1866 года во время ремонта в Николаеве на шхуне были установлены 2 коробчатых паровых котла производства Людиновского механического завода генерал-майора С. И. Мальцова, и после ремонта она совершала плавания по портам Чёрного моря и у берегов Кавказа, а также использовалась для маячной и лоцмейстерской службы. В кампании 1867 и 1868 годов также совершала плавания в Чёрном море у берегов Кавказа.
В кампании 1869 и 1870 годов несла брандвахтенную службу на рейде в Очакове, а также совершала плавания в Чёрном море и по реке Буг. В 1871 году принимала участие в промерах Чёрного моря и плаваниях в том же море. В кампании с 1872 по 1876 год совершала плавания в Чёрном море, при этом в 1873 году подверглась перевооружению с заменой гладкоствольной артиллерии на нарезную.
Зимой 1876—1877 годов занимала брандвахтенный пост в Керчь-Еникалейском проливе. Во время русско-турецкой войны 1877—1878 годов со шхуны была снята нарезная артиллерия, которую на время военных действий передали на корабли действующего флота, а на шхуне установили две 8-фунтовые карронады. В кампанию 1877 года совершала парусное учебное плавание в Азовском море с юнкерами флота на борту. По завершении боевых действий ранее снятую со шхуны нарезную артиллерию вернули в дополнение к установленным на время войны карронадам, после чего кампании 1878 и 1879 годов она принимала участие в плаваниях в Чёрном море.
15 (27) августа 1879 года по непригодности к несению дальнейшей службы шхуна была отчислена к Николаевскому порту и разоружена. В кампанию 1883 года переведена в Батум, где использовалась в качестве плавучего лазарета. В 1885 году судно было продано Министерству финансов и 7 (19) декабря 1885 года исключено из списков судов флота. После исключения из состава судов Российского императорского флота шхуна использовалась в качестве таможенной брандвахты в черноморских портах Кавказа. Сведения об окончательной судьбе судна не сохранились. 

## Командиры шхуны
Командирами парусно-винтовой шхуны «Салгир» в составе Российского императорского флота в разное время служили:
- лейтенант Ф. Ф. Артюков (1857—1859 годы)[12];
- лейтенант Д. Ф. Юрьев (1860—1865 годы)[33];
- капитан-лейтенант Ф. Ф. Нарбут (1866—1869 годы)[34];
- капитан-лейтенант А. К. Панферов{ (1870 год)[35];
- капитан-лейтенант М. Е. Турушев (1871 Год)[36];
- капитан-лейтенант, а с 1 (13) января 1873 года капитан 2-го ранга Н. И. Рогаль-Левицкий(1872—1873 годы)[37];
- капитан-лейтенант, а с 31 марта (12 апреля) 1874 года капитан 2-го ранга М. Д. Крякин (1873—1877 годы)[28];
- капитан-лейтенант Федотов (с 2 (14) июня 1877 года до 30 августа (11 сентября) 1877 года)[38][39];
- капитан 2-го ранга С. М. Алгазин (1878 год)[40];
- капитан 1-го ранга М. И. Прокофьев (с 1 (13) января 1879 года до 1880 года)[41].